# Deossiribodipirimidina foto-liasi
La deossiribodipirimidina foto-liasi (o fotoliasi) è un enzima, appartenente alla classe delle liasi che lega specificamente i filamenti di DNA danneggiati dall'esposizione a radiazione ultravioletta, le quali provocano la formazione di dimeri di pirimidina e di 6-4 fotoprodotti. 
I dimeri di pirimidina si producono quando due basi azotate adiacenti (timina e\o citosina) sullo stesso filamento di DNA vengono legate covalentemente fra di loro. La fotoliasi ha alta affinità per queste strutture chimiche, alle quali si lega reversibilmente e le ripara. Catalizza la seguente reazione:
ciclobutadipirimidina (in DNA) = 2 residui pirimidinici (in DNA)
Questo enzima funziona come un meccanismo di riparazione del DNA quando la luce di lunghezza d'onda compresa fra 320 e 370 nm lo colpisce attivandolo. La reazione enzimatica prevede la rottura del dimero e la ricostituzione della struttura corretta delle basi (fotoriattivazione).
Questo enzima è una flavoproteina ed agisce attraverso il trasferimento di elettroni. Nella reazione redox la molecola FAD agisce da donatore di elettroni, mentre il dimero agisce da accettore di elettroni
La fotoliasi è presente e funzionante nei procarioti è presente negli eucarioti inferiori come il lievito, dove si ritiene abbia però un ruolo minore ed è assente nelle cellule umane.